# 金毛杜英
金毛杜英（学名：Elaeocarpus auricomus）为杜英科杜英属下的一个种。

## 扩展阅读
- 維基物種上的相關：金毛杜英